# Micrurus potyguara
Micrurus potyguara es una serpiente venenosa de la familia Elapidae, endémica del estado de Paraíba, Brasil.

## Descripción
Diagnóstico.(Pires, Da Silva Jr, Feitosa, Costa-Prudente, Pereira-Filho, Zaher, 2014) M. potyguara se distingue de todas las demás especies triadales de Micrurus por la combinación de los siguientes caracteres:
a) parietales completamente negros;
b) cabeza notablemente más ancha que el cuello;
c) escama nasal posterior negra;
d) escudo frontal más largo que la distancia desde su margen anterior hasta la punta del hocico;
e) escamas infralabiales en su mayoría negros;
f) anillos negros medios de tríadas más cortos o tan largos como los exteriores;
g) región gular roja con pequeñas manchas negras dispersas en la región posterior de las escamas;
h) punta del hocico completamente negra (rostral, internas y nasales);
i) anillos negros de longitud similar o anillo negro central ligeramente más corto que los anillos negros anterior y posterior de las tríadas.